# ولادیسلاو کریدا
ولادیسلاو کریدا (استونیایی: Vladislav Kreida؛ زادهٔ ۲۵ سپتامبر ۱۹۹۹) بازیکن فوتبال اهل استونی است.
از باشگاه‌هایی که در آن بازی کرده‌است می‌توان به باشگاه فوتبال فلورا تالین اشاره کرد.
وی همچنین در تیم‌های ملی فوتبال زیر ۲۱ سال استونی، و استونی بازی کرده‌است.